# Duhovniški roman
Duhovniški roman oz. povest je pripovedni žanr, ki vsebuje snov duhovniškega življenja. Glavna ali ena od glavnih oseb je duhovnik. V drugih jezikih pojem ni enciklopedično utrjen (npr. nem. Priesterroman).

## Značilnosti
Skupna značilnost duhovniških romanov je poudarjena duhovnikova subjektivnost in predstavitev njegove celovite osebnostne podobe, ki se kaže razpeta med duhovnim in materialnim oziroma telesnim. Iz tega izhaja bivanjska problematika glavnega junaka. Glavna tema je konflikt znotraj duhovnika, ki se znajde v trikotniku: ženska, Cerkev, mati. Najpogostejši motivi so ljubezenski, etični, materina želja imeti sina duhovnika, izkrivljeni odnosi znotraj Cerkve in folklora (npr. romanja, nova maša). Pojem je slovenska literarna kritika uporabljala od leta 1943 dalje.

## Slovenski duhovniški roman
V slovenski literaturi je količinsko duhovniški roman napredoval v 20. letih 20. stoletja. Najobsežnejši opus pripovednih spisov iz življenja duhovnikov je ustvaril Ivan Pregelj, napisal je 7 duhovniških romanov.
- Andrej Budal: Križev pot Petra Kupljenika: Zgodovinska povest (1911)
- Peter Bohinjec: Za poklicem (1912)
- Ivan Pregelj: Zadnji upornik: Povest iz leta 1738 (1918), kasneje preimenovan v Štefan Golja in njegovi
- Ivan Pregelj: Plebanus Joannes (1920)
- Ivan Pregelj: Peter Pavel Glavar, lanšpreški gospod: Zgodovinska povest (1922)
- Ivan Pregelj: Bogovec Jernej (1923)
- Joža Lovrenčič: Cerovškov gospod (1924)
- Ivan Pregelj: Magister Anton (1929-30)
- Ivan Pregelj: Peter Markovič (1929)
- Ivan Pregelj: Thabiti kumi (1933)
- Josip Lavtižar: Šentjoški gospod Šimen (1938)
- France Bevk: Kaplan Martin Čedermac (1938)
- Ferdo Godina: Bele tulpike: Roman (1945)
- Karel Mauser: Kaplan Klemen (1964)
- Stanko Cajnkar: Križnarjevi: Roman (1965)
- Lojze Kozar: Licenciat Janez (1975)
- Alojz Rebula: Zeleno izgnanstvo (1982)
- Lojze Kozar: Premakljivi svečnik (1985)
- Vinko Ošlak: Hagar: Roman (1992)
- Dušan Merc: Jakobova molitev (2003)
- Alojz Rebula: Nokturno za Primorsko (2005)

Romani o redovnikih
- Miroslav Malovrh: Zaljubljeni kapucin (1910)
- Ivan Zorec: Beli menihi (1932–1937)

## Duhovniški roman v drugih jezikih
V drugih jezikih literarni pojem duhovniški roman ni enciklopedično utrjen (npr. nem. Priesterroman). Kljub temu obstajajo dela, ki bi ustrezala slovenskemu pojmu duhovniški roman. Avtorji teh so npr. Mathew Lewis (The monk, 1796), Oliver Goldsmith (Župnik Wakefieldski, 1766, 1876), René Bazin, Jules Barbey d'Aurevilly, Jindrich Šimon Baar, Jane Austin (Prevzetnost in pristranost,  1813, 1968), Colleen McCullough (Pesem ptic trnovk, 1977, 1980), William Peter Blatty (Izganjalec hudiča, 1971, 1994).